# Furna (Fogo)
Furna (Crioulo cabo-verdiano, ALUPEC: Fonti Aléxu) é uma vila do município de Mosteiros, em Cabo Verde.

## Vilas próximos ou limítrofes
- Monte Grande, norte
- Patim, sul
- Vicente Dias, oeste